# Штауфенберг (Гессен)
Штауфенберг (нім. Staufenberg) — місто в Німеччині, знаходиться в землі Гессен. Підпорядковується адміністративному округу Гіссен. Входить до складу району Гіссен.
Площа — 28,13 км2. Населення становить 8448 ос. (станом на 31 грудня 2020).